# 水呑地蔵院

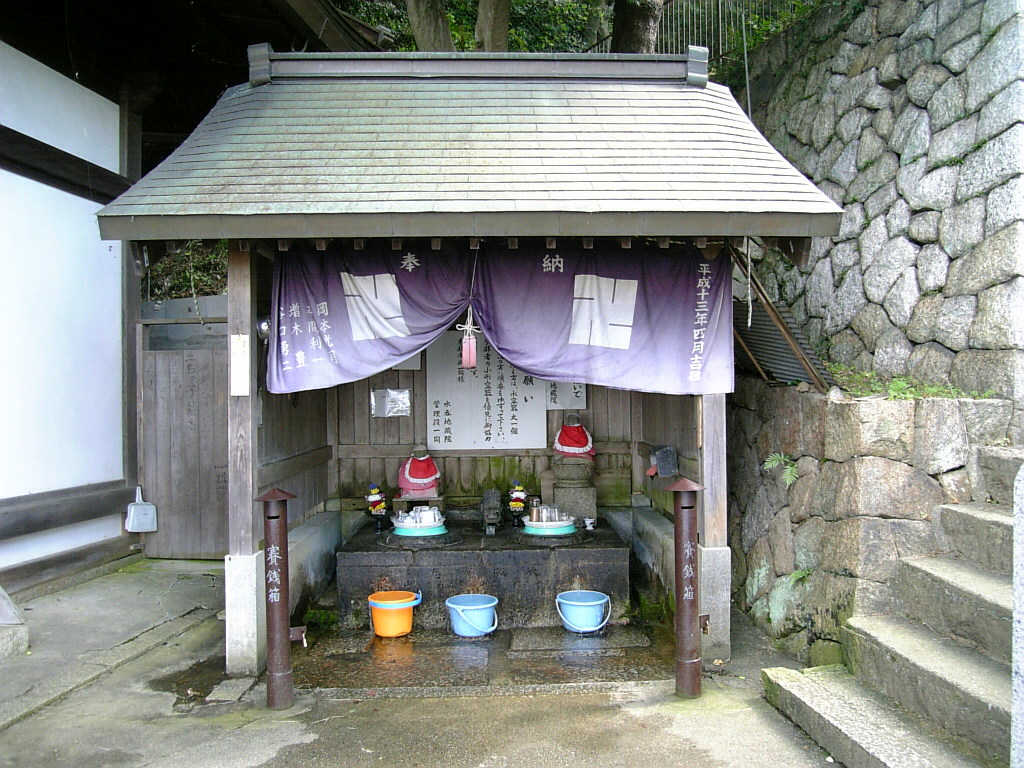
弘法水

水呑地蔵院（みずのみじぞういん）は、大阪府八尾市大字神立にある地蔵堂。一般には「水呑地蔵」の名で知られている。

## 概要
八尾市の東北部、十三峠に至る十三街道を上がり、峠まで八分目ぐらいの場所に位置する。斜面から張り出して本堂が建ち、その北側には鐘楼、南側には弘法水の小堂がある。 本堂からは大阪平野の広範囲を見渡すことができる。
本堂内に「水呑地蔵」と呼ばれる石造地蔵菩薩像が安置されている。縁起によれば地蔵菩薩は承和3年（836年）に僧 壱演により、この地に安置されたという。現在の地蔵菩薩像は元禄7年（1694年）に造立されたものである。
本堂の南側に小堂があり、その中の水壺から清水が湧き出ている。俗に「弘法水」とよばれ、空海（弘法大師）が十三峠を越える旅人のために祈願して得た霊水と伝えられている。ここの湧水は脚気などに効能があると言い伝えられ、現在でも霊水を汲みに訪れる人々で賑わっている。
当地から峠にかけて、「大阪府民の森 みずのみ園地」が広がっている。
麓の神立地区にある「神立辻地蔵」の祠の前から当地までの旧街道沿いには、33箇所、66体の地蔵像が一定間隔で安置されている。

## アクセス
自家用車の場合
国道170号（旧道）水越東交差点 と 楽音寺交差点の間の辻（メガネ屋がある）を東へ、車道を十三峠方面へ上がる。駐車スペースあり。 （注：オートバイ・原付は通行不可）